# ایشخان خاچاطریان
ایشخان میشایی خاچاطریان (ارمنی: Իշխան Միշայի Խաչատրյան؛ زادهٔ ۱۲ آوریل ۱۹۶۹) یک سیاستمدار اهل ارمنستان است که از تاریخ ۲۰۰۷ تا تاریخ ۲۰۱۷ سمت نمایندگی دوره‌های چهارم و پنجم مجلس ملی جمهوری ارمنستان را برعهده داشت.

## زندگی‌نامه
در ۱۲ آوریل ۱۹۶۹ در روستای ودی آوان به دنیا آمد و از انستیتو روابط اقتصادی خارجی، اقتصاد و حقوق سن پترزبورگ (۲۰۰۵) فارغ‌التحصیل شد. 

## یادداشت
1. ↑  ՀՀ ԱԺ պաշտպանության, ներքին գործերի և ազգային անվտանգության հարցերի մշտական հանձնաժողովի նախագահի տեղակալ
2. ↑  Վեդի ավան
3. ↑  Սանկտ Պետերբուրգի արտաքին տնտեսական կապերի, էկոնոմիկայի եւ իրավունքի ինստիտուտ